# Ankililoake
Ankililoake is een plaats en commune in het zuiden van Madagaskar, behorend tot het district Toliara II, dat gelegen is in de regio Atsimo-Andrefana. Tijdens een volkstelling in 2001 telde de plaats 20.700 inwoners.
De plaats biedt naast lager onderwijs ook middelbaar onderwijs aan voor jongeren en ouderen. 75 % van de bevolking werkt als landbouwer en 15 % houdt zich bezig met veeteelt. De belangrijkste landbouwproducten zijn katoen en maniok; andere belangrijke producten zijn mais, zoete aardappelen en rijst. Verder is 10 % actief in de dienstensector.